# Quasi-Isometrie
Der Begriff der Quasi-Isometrie dient in der Mathematik dazu, die „grobe“ globale Geometrie metrischer Räume zu untersuchen. Er spielt in zahlreichen Gebieten der Geometrie, Analysis und geometrischen Gruppentheorie eine wichtige Rolle, etwa in der Theorie der hyperbolischen Gruppen oder in Beweisen von Starrheitssätzen.

## Definitionen
Seien {\displaystyle (M_{1},d_{1})} und {\displaystyle (M_{2},d_{2})} zwei metrische Räume.
- Eine (nicht notwendig stetige) Abbildung {\displaystyle f\colon M_{1}\to M_{2}} ist eine quasi-isometrische Einbettung, wenn es Konstanten {\displaystyle A\geq 1} und {\displaystyle B\geq 0} gibt derart, dass{\displaystyle {\frac {1}{A}}\;d_{1}(x,y)-B\leq d_{2}(f(x),f(y))\leq A\;d_{1}(x,y)+B\quad {\mbox{für alle}}\;x,y\in M_{1}}.
- Zwei Abbildungen {\displaystyle f,g\colon M_{1}\to M_{2}} haben endlichen Abstand, falls {\displaystyle \sup _{x\in M_{1}}d_{2}(f(x),g(x))<\infty }.
- Zwei Abbildungen {\displaystyle f\colon M_{1}\to M_{2}} und {\displaystyle g\colon M_{2}\to M_{1}} sind quasi-invers zueinander, wenn {\displaystyle g\circ f} und {\displaystyle id_{M_{1}}} sowie {\displaystyle f\circ g} und {\displaystyle id_{M_{2}}} jeweils endlichen Abstand haben.
- Eine Abbildung {\displaystyle f:M_{1}\to M_{2}} ist eine Quasi-Isometrie, wenn sie eine Quasi-Einbettung ist und es eine zu {\displaystyle f} quasi-inverse Quasi-Einbettung {\displaystyle g:M_{2}\to M_{1}} gibt.

- Die Räume {\displaystyle (M_{1},d_{1})} und {\displaystyle (M_{2},d_{2})} sind quasi-isometrisch, wenn es eine Quasi-Isometrie {\displaystyle f\colon M_{1}\to M_{2}} gibt.[1]

## Eigenschaften
- Die identische Abbildung auf einem metrischen Raum ist eine Quasi-Isometrie.
- Die Verkettung von quasi-isometrischen Einbettungen (Quasi-Isometrien) ist wieder eine quasi-isometrische Einbettung (Quasi-Isometrie).
- Eine Abbildung, die einen endlichen Abstand von einer quasi-isometrischen Einbettung (Quasi-Isometrie) hat, ist wieder eine quasi-isometrische Einbettung (Quasi-Isometrie).
- Eine Quasi-Einbettung zwischen metrischen Räumen ist genau dann eine Quasi-Isometrie, wenn sie quasi-dicht ist, was wie folgt definiert ist: Eine Abbildung  {\displaystyle f\colon M_{1}\to M_{2}} zwischen metrischen Räumen ist quasi-dicht, wenn eine Konstante {\displaystyle C\geq 0} existiert so, dass es für jedes {\displaystyle u\in M_{2}} ein {\displaystyle x\in M_{1}} mit {\displaystyle d_{2}(u,f(x))\leq C} gibt.[2]

## Beispiele

Die Einbettung ist eine Quasi-Isometrie

Jeder beschränkte metrische Raum ist quasi-isometrisch zum Punkt.
Die Einbettung {\displaystyle f\colon \mathbb {Z} ^{n}\to \mathbb {R} ^{n}} ist eine Quasi-Isometrie für die euklidische Metrik auf {\displaystyle \mathbb {Z} ^{n}} und {\displaystyle \mathbb {R} ^{n}}. Man kann in obiger Definition {\displaystyle A=1}, {\displaystyle B=0} und {\displaystyle C=1} setzen.
Die zu verschiedenen endlichen Erzeugendensystemen {\displaystyle S_{1}}, {\displaystyle S_{2}} einer Gruppe {\displaystyle G} zugeordneten Cayley-Graphen sind quasi-isometrisch.
Švarc-Milnor-Lemma: Wenn eine endlich erzeugte Gruppe {\displaystyle G} kokompakt und eigentlich diskontinuierlich durch Isometrien auf einer riemannschen Mannigfaltigkeit {\displaystyle Y} wirkt, dann ist (der Cayley-Graph von) {\displaystyle G} quasi-isometrisch zu {\displaystyle Y}. (Siehe auch Satz von Švarc-Milnor.)
Mit {\displaystyle Y={\widetilde {X}}} erhält man daraus insbesondere: Die Fundamentalgruppe {\displaystyle \pi _{1}X} einer kompakten riemannschen Mannigfaltigkeit {\displaystyle X} ist quasi-isometrisch zur universellen Überlagerung {\displaystyle {\widetilde {X}}}.

## Kategorien
Die metrischen Räume mit den quasi-isometrischen Einbettungen bilden nach obigen Eigenschaften eine Kategorie. Diese ist allerdings für Quasi-Isometrien nicht interessant, da ihre Isomorphismen bijektiv sein müssen und daher viele wichtige Quasi-Isometrien keine Isomorphismen sind, wie zum Beispiel die in den obigen Beispielen genannte Quasi-Isometrie zwischen {\displaystyle \mathbb {Z} ^{n}} und {\displaystyle \mathbb {R} ^{n}}.
Man geht daher zu einer Kategorie über, in der die metrischen Räume immer noch die Objekte sind, aber die Morphismen Äquivalenzklassen quasi-isometrischer Einbettungen sind. Dabei heißen zwei quasi-isometrische Einbettungen äquivalent, wenn sie endlichen Abstand haben; dies definiert offenbar eine Äquivalenzrelation. Bezeichnet {\displaystyle [f]} die Äquivalenzklasse der quasi-isometrischen Einbettung {\displaystyle f}, so ergeben die Definitionen
- {\displaystyle 1_{M}:=[\mathrm {id} _{M}]}
- {\displaystyle [f]\circ [g]:=[f\circ g]} (Wohldefiniertheit!)

eine Kategorie. In dieser Kategorie sind die Isomorphismen genau die Äquivalenzklassen von Quasi-Isometrien. Die in dieser Kategorie gebildete Automorphismengruppe eines metrischen Raums heißt dessen Quasi-Isometrie-Gruppe.